# شهرستان بیلور (تگزاس)
بیلور (به انگلیسی: Baylor) شهرستانی در ایالت تگزاس است. در سرشماری سال ۲۰۰۰، جمعیت این شهرستان ۴٬۰۹۳ نفر اعلام شد. مرکز بیلور شهر سیمور است. شهرستان بیلور در سال ۱۸۵۸ تأسیس شد.

## جغرافیا
طبق اداره آمار آمریکا، این شهرستان مساحتی در حدود ۲٬۳۳۴ کیلومتر مربع دارد.

### شهرها
- سیمور